# 99 Cent II Diptichon
| Andreas Gursky: 99 Cent II Diptichon (2001) | Andreas Gursky: 99 Cent II Diptichon (2001) |
| Kattints az alábbi külső linkek egyikére!   | Kattints az alábbi külső linkek egyikére!   |
| ------------------------------------------- | ------------------------------------------- |
| Nem található szabad kép.(?)                |                                             |
| külső link · jogvédett                      | Phillips                                    |

A 99 Cent II Diptichon (2001) Andreas Gursky német fotóművész alkotása, egyike a világ legdrágább fényképeinek.

## A felvétel
Gursky 1999-ben készítette el a 99 Cent című felvételét, mely egy amerikai szupermarket vásárlóterében készült. A polcok tömve vannak akciós árucikkekkel, melyek között szinte elvesznek a vásárlók. A bolt polcai, a különféle árucikkek Gursky felvételén nem csupán a bemutatott környezet elemei, hanem formák és színek is egyben, a kompozíció szerves részei. Korunk fogyasztói társadalmának lényegét bemutató fénykép rövid idő alatt a művész egyik legismertebb felvétele lett.
Két évvel később Gursky újra visszatért a 99 Cent témájához, a vásárláshoz és a szupermarketekhez. A 2001-ben készült két felvételből álló 99 Cent II szintén egy szupermarket árukavalkádját mutatja be. Gursky az eredeti felvételek perspektíváját digitális úton módosította, hogy a hatalmas árutömeg és a szupermarket nagysága jobban érvényesüljön a végső felvételen.
A 99 Cent II-ből Gursky összesen hat darab 206 x 341 cm-es méretű C-nyomatot készített, melyeket akrilüvegre helyezett fel. Az elkészült alkotásokat dedikálta. 2007-ben a Sotheby’s aukciósház árverésén egy gyűjtő – akkor rekordnak számító – 3 346 456 dollárért vásárolta meg. Ez volt az első fotográfia, melyért több mint 3 millió dollárt fizettek.